# ジム・ヴァランス
ジム・ヴァランス（Jim Vallance、1952年5月31日 - ）は、カナダ出身の作詞家・作曲家、ミュージシャン、音楽プロデューサー。フルネームは、ジェームズ・ダグラス・ヴァランス（James Douglas Vallance）。ブライアン・アダムズの多数の楽曲を共作したことで知られている。

## 経歴
1952年、カナダのブリティッシュコロンビア州チリウィックにて生まれたのち、ヴァンクーバー郊外の町、バンダフーフにて育った。少年時代より、ピアノのレッスンを始め、やがてギターやドラムを演奏し始めるようになり、中学生のときには、友人と共にバンドを結成した。
高校を出た後に、ブリティッシュコロンビア大学に入学したが、2年生になった時に、ジャズバンドでの活動に専念するために中退した。その後、大学時代の友人で、後に大物プロデューサーとして有名になったブルース・フェアバーンと共に、サンシャインという音楽プロジェクトを結成。プロジェクトの解散後、再びフェアバーンと手を組んで、プリズムというバンドを結成し、ロドニー・ヒッグスという芸名で、ドラムを演奏した。しかし、バンドの方向性や、音楽性や楽曲の作風を巡る他のメンバーとの軋轢により、1977年をもって脱退するも、その後も、外部ライターとして楽曲制作には関与していた。
以降は、裏方での活動に専念し、ブライアン・アダムズ、エアロスミス、グラス・タイガー、キッス、ティナ・ターナー、ロッド・スチュワート、スコーピオンズ、オジー・オズボーン、アリス・クーパーなどのバンドやアーティストに楽曲を提供したり、制作アドバイザーとして、エアロスミスを含めた様々なアーティストの楽曲の編曲を務めたりした。しかしながら、主に自らが制作に関わったアーティストを中心にバックミュージシャンとしての活動は散発的に行っており、外部に露出しての演奏は殆どなくなったが、スタジオを中心に様々なバンドやミュージシャンの楽曲にゲスト・ミュージシャンとして参加していた。
2005年以降は事実上引退しており、活動は昔に比べて散発的になっている 。